# MSN
是由美國科技公司微軟架設的入口網站及提供的資訊服務，於1995年8月24日首度以網際網路服務供應商隨著Windows 95一起問世。
MSN原是一个類似CompuServe及AOL的收费服務，提供撥號上網及附屬訊息、網路聊天室（網絡即時通訊）等服務，但同时亦允許其它現有網際網路使用者透過因特網来使用。MSN曾是世界上第二大的網際網路服務供應商，擁有9百萬的使用者，僅次於AOL。後来隨著網際網路普及化，使微軟將大部份原来要付費的項目轉變為免費的MSN搜尋引擎網站，这是MSN的第二春。微軟在收購Hotmail之后，不斷將旗下的服務重新整合；特别是在微軟的「Microsoft Account」認證技術成熟之後，MSN擴充Outlook.com（Microsoft Office家族）、MSN Messenger（終止服務）和MSN Spaces服務（MSN Spaces後被整合為OneDrive成為Microsoft Office家族的一部分）。

## 服務

### MSN入口網站
提供多國語言介面，並為Windows 11搭載的Microsoft Edge瀏覽器預設首頁。

### MSN资讯
MSN资讯，又称Microsoft Start资讯、旧称Microsoft资讯、MSN资讯及Bing资讯，為新聞資訊匯集平台。

### MSN天氣
MSN天气，又名Microsoft Start天氣，旧称Bing天氣，提供世界各地天氣服務。被Forecastwatch评为2023年度"全球总体最准确天气预报提供商"。

### MSN財經
MSN财经，又名Microsoft Start財經，旧称Bing财经，提供查詢股價、匯率及財經新聞等服務。

### MSN體育
MSN体育，又名Microsoft Start體育，旧称Bing体育，提供全球各類體育賽事資訊及比分。

## 過去的服務

### Outlook.com
Outlook.com，前稱Hotmail，是一個免費的webmail服務，1996年首次運行時是獨立的。1997年才成為MSN的一部份。2006年後成為微軟Windows Live在線服務系統的一部份，現為Microsoft Office家族的一部分。 2013年4月3日，Hotmail被Outlook.com取代。

### MSN世界服務
在美國，MSN與當地電信公司和廣播站聯合推出其服務，在加拿大，與互聯網服務提供商加拿大貝爾旗下的Bell Sympatico合作，創出“Sympatico / MSN”。
在澳大利亞，微軟最初與澳洲電信合作推出“OnAustralia”，不過次年便從合資企業中撤出。因此澳洲電信便有了100%的擁有權並將之重命名為“BigPond”。微軟隨後轉向與第九頻道電視臺創出“ninemsn”。在墨西哥與墨西哥電信合作，創出“Prodigy / MSN”。在新西蘭與Xtra及新西蘭電信的合作創立的XtraMSN於2006年終止服務。
MSN的服務遍及全球。2007年，微軟在中國上海紫竹科學園區建立了一個MSN研發中心，該部門為MSN服務提供技術支持。
2012年7月15日，微軟與NBC發表聯合聲明，結束16年的合作關係，由NBC收購微軟持有的50%股票。因此MSNBC脫離與MSN入口網站的關係。MSNBC後啟用自己的新聞網站，即MSNBC.com。

## 中國大陆業務
MSN入口於2005年5月在中国大陆正式上線，由上海美思恩網絡通訊技術有限公司經營，並與《北京青年報》等多個內容提供商聯合推出內容服務。
MSN中文网于2016年4月29日发布通知，其于2016年6月7日停止提供简体中文服务。2018年12月重新在中国大陆正式上线，新名字是“MSN中国”，而在此之前它仅仅是类似于hao123的网址导航。

## 外部連結
- 官方网站